# Philippe Hertig
Philippe Hertig (Lausanne, 2 juli 1965) is een Zwitsers voormalig voetballer die speelde als aanvaller.

## Carrière
Hertig speelde van 1982 tot 1988 voor Lausanne Sports. Verder speelde hij bij ES FC Malley, Servette Genève en FC Lugano. Met het laatste team won hij de beker in 1993. Hij speelde daarna nog voor FC Basel en Étoile Carouge FC.
Hij speelde drie interlands voor Zwitserland waarin hij niet kon scoren.

## Erelijst
- FC Lugano
  - Zwitserse voetbalbeker: 1993